# Dorfkirche Roggow

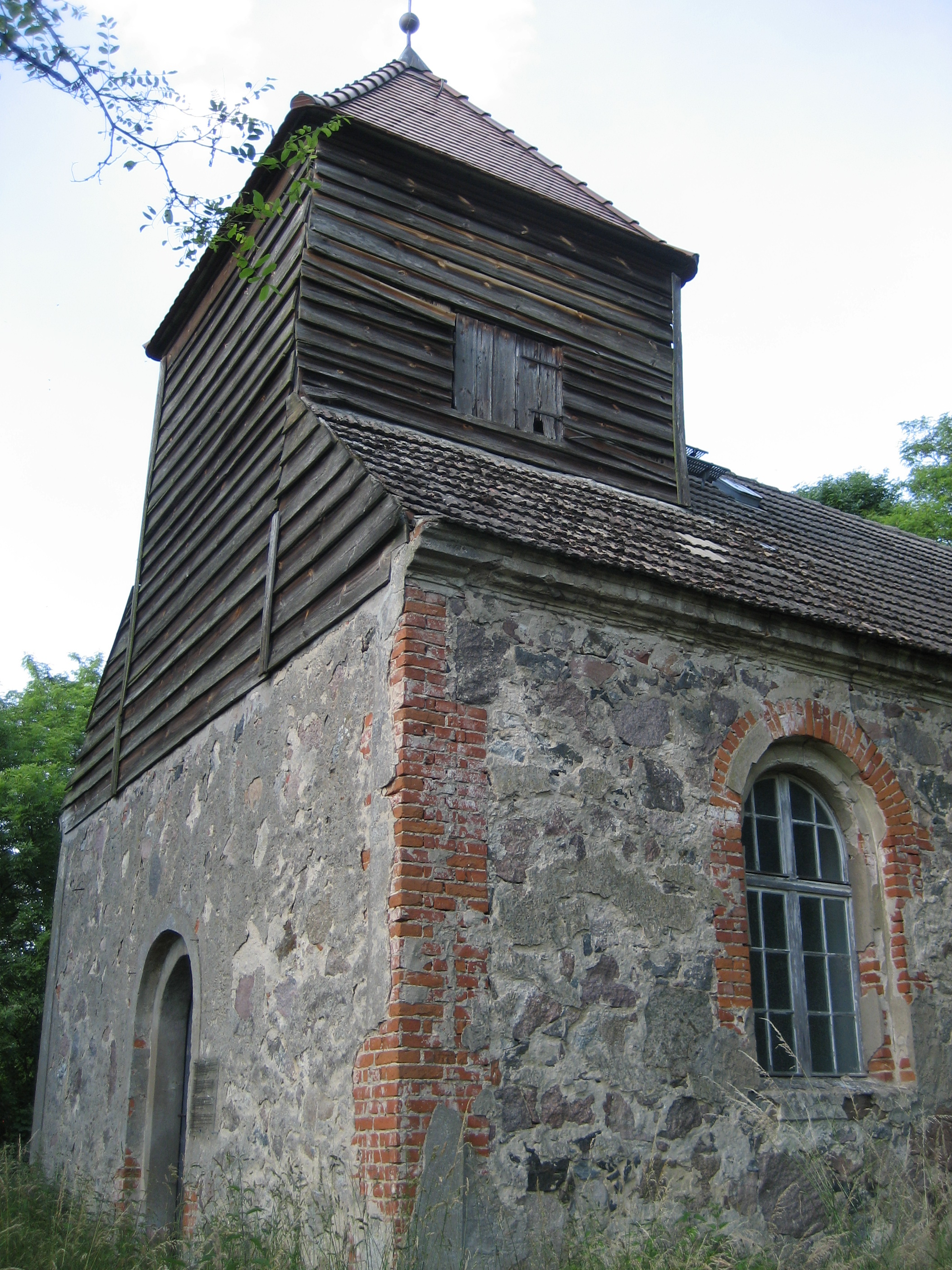
Kirche von Roggow

Die Dorfkirche Roggow ist eine Kirche im Ortsteil Roggow (Vorpommern) der Gemeinde Polzow im Landkreis Vorpommern-Greifswald im Bundesland Mecklenburg-Vorpommern.

## Geschichte, Baubeschreibung und Ausstattung

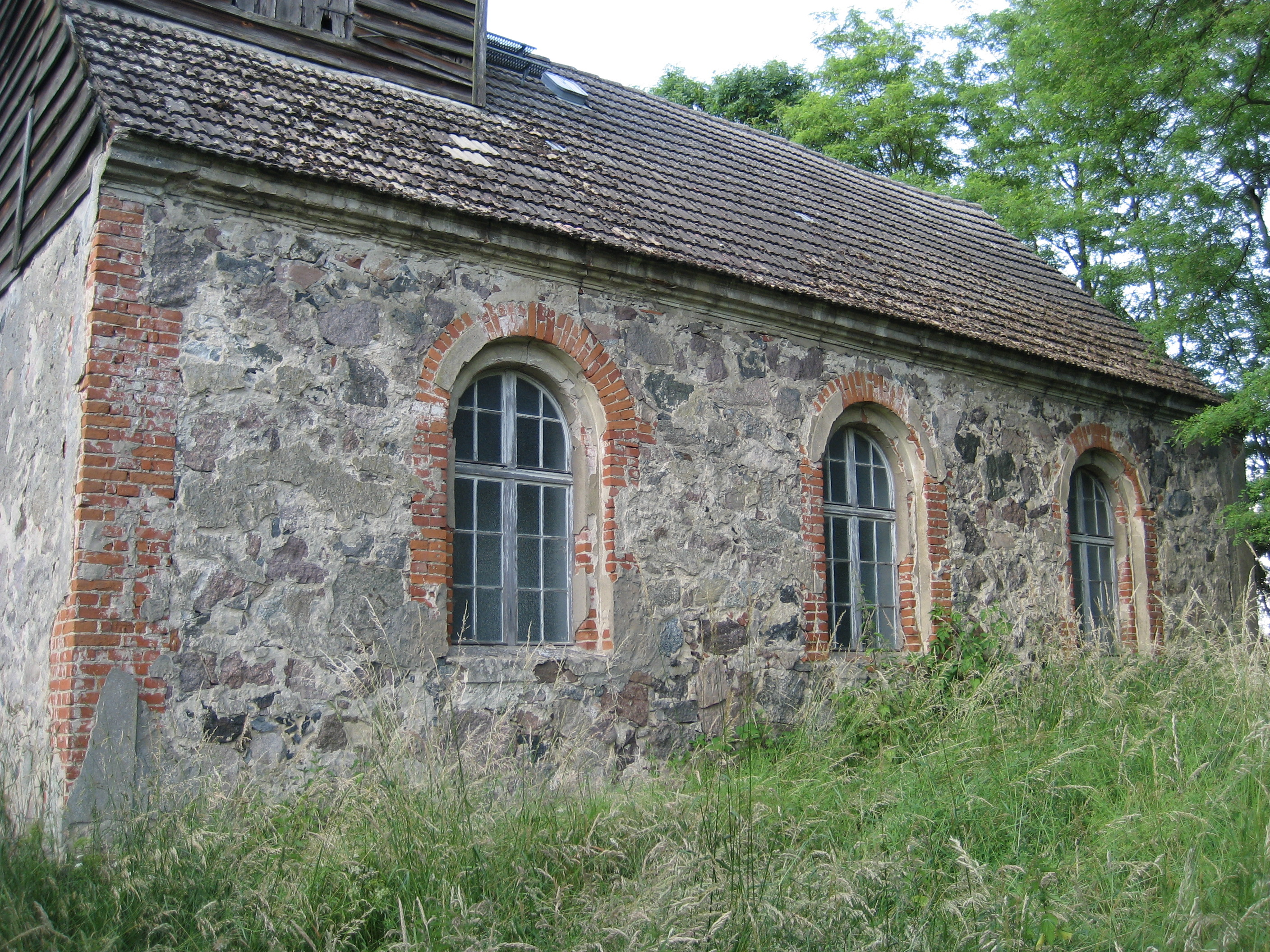
Südseite der Kirche

Die äußerlich baufällige Kirche Roggow ist ursprünglich ein Putzbau aus Feldstein. Sie zeigt Architekturdetails in Backstein und Reste geputzter Ecklisenen in spätklassizistischen Formen aus dem Jahr 1850. Über dem Westgiebel verfügt sie über einen verbretterten Dachturm. An der fensterlosen Ostseite befinden sich zwei eingetiefte Kreuze in der Wand. Die gestuften Fenster und das Westportal sind rundbogig und weisen Reste von Faschen auf. Die Kirche und der Kirchhof, mit einzelnen historischen Grabstellen, ist von einer nur noch in Resten erhaltenen Feldsteinmauer umgeben und ist (Stand 2014) stark mit Sträuchern, Gestrüpp und Gras überwuchert.
Der flachgedeckte Innenraum zeigt an den Wänden Reste der Ausmalung von Erich Kistenmacher aus dem Jahr 1915. Die noch erhaltene Holzausstattung, darunter der Korb einer Kanzel und das Gestühl, stammen wahrscheinlich von einer Renovierung im 19. Jahrhundert.
Die einzige Glocke der Kirche wurde 1854 von Carl Friedrich Voß aus Stettin gegossen.

## Kirchengemeinde
Roggow ist eines von elf Kirchdörfern der Dorfkirche Zerrenthin im evangelischen Pfarrsprengel Zerrenthin und gehörte bis 1974 zum Kirchenkreis Brüssow der Kirchenprovinz Mark Brandenburg bzw. der Evangelischen Kirche in Berlin-Brandenburg und anschließend zum Kirchenkreis Pasewalk der Pommerschen Evangelischen Kirche. Seit Mai 2012 ist es Teil der Propstei Pasewalk im Pommerschen Evangelischen Kirchenkreis des Sprengel Mecklenburg und Pommern (Sitz des Sprengel-Bischofs in Greifswald) der Evangelisch-Lutherischen Kirche in Norddeutschland. Katholische Kirchenglieder, die in Rossow wohnen, sind in die Pfarrei St. Otto Pasewalk-Strasburg-Viereck integriert, die Teil des Dekanats Vorpommern im Erzbistum Berlin ist.